# Michael Grzesiek
Michael Grzesiek, pseud. Shroud (ur. 2 czerwca 1994 w Mississauga) – kanadyjski streamer i były profesjonalny gracz e-sportowy polskiego pochodzenia. Grał głównie w Counter-Strike: Global Offensive, a także w gry typu battle royale, takie jak PlayerUnknown’s Battlegrounds, Apex Legends czy Fortnite Battle Royale.

## Życiorys

### Counter-Strike: Global Offensive
Grzesiek zaczął profesjonalną karierę w  Counter-Strike: Global Offensive (CS:GO) grając w mniejszych zespołach startujących w lidze ESEA. W 2014 trafił do zespołu Cloud9. Grzesiek przyczynił się do zwycięstwa w ESL Pro League oraz zdobyciu drugiego miejsca podczas ESL One Cologne 2017. W sierpniu 2017 przeszedł do rezerwy, niecały rok później, w kwietniu 2018 ogłosił, że opuszcza Cloud9 i kończy zawodową karierę w CS:GO, od tej pory skupiając się na streamowaniu.

### Streaming i późniejsza kariera
Po odejściu z Cloud9 Grzesiek zdobył popularność na platformie Twitch dzięki grze PlayerUnknown’s Battlegrounds. 24 października 2019 opuścił platformę Twitch i mimo wcześniejszej krytyki podpisał umowę z platformą Mixer. 22 czerwca 2020 Microsoft ogłosił, że zamyka serwis streamingowy, a Shroud zostanie partnerem Facebook Gaming, Grzesiek odrzucił ofertę. 11 sierpnia 2020 oznajmił, że wróci do streamowania wyłącznie na Twitchu. Jego pierwsza transmisja po powrocie, w szczytowym momencie była oglądana przez ponad 500 tys. osób.

## Osiągnięcia
- ESL Pro League Season 4 – 1. miejsce
- PGL Regional Minor Championship Americas – 1. miejsce (kwalifikacje do PGL Major: Kraków 2017)
- iBUYPOWER Cup 2015 – 1. miejsce
- Northern Arena 2016: Toronto – 2. miejsce
- ESL ESEA NA Pro League S1 – 1. miejsce
- iBUYPOWER Invitational 2016 Spring – 1. miejsce
- ESL ESEA Pro League S1 – 2. miejsce

## Życie prywatne
Ojcem Michaela jest pochodzący z Poznania Tomasz Grzesiek. 